# Ján Jendek
Ján Jendek (5. července 1931 – 7. prosince 2002) byl československý hokejový brankář a trenér.

## Kariéra
Bratislavský rodák, který po skončení druhé světové války nejdříve začal jako sběrač tenisových míčků. A jelikož přes zimu tenisové kurty zamrzly, začal v 15 letech s hokejem, a to rovnou v hokejové brance, kde vydržel dalších dvacet let. Do nejvyšší soutěže vstoupil v sezóně 1950/1951. O dva roky později, v roce 1952 již reprezentoval Československo na akademickém MS v Rakousku. Základní vojenskou službu (1952 až 1954) vykonal v dnes již zaniklém ATK Praha. Po skončení ZVS měl nabídky prvoligových klubů, on se vrátil do domovského klubu, který sezónu předtím opustil nejvyšší hokejovou soutěž. I jeho přičiněním se bratislavský klub po roce do nejvyšší soutěže vrátil. Na začátku 60. let se týmu dařilo, tým patřil do absolutní špičky a jeho posledních sedm let hráčské kariéry bylo ozdobeno sedmi medailemi, mistrovského titulu se nedočkal, tým byl pětkrát druhý. V sezóně 1961/1962 mělo mužstvo k titulu nejblíže, vyhrálo základní skupinu před Rudou hvězdou Brno o jeden bod, v průběhu nadstavby dokonce doma porazilo RH Brno 10:1, o titul ho připravila jediná domácí porážka až v posledním kole soutěže se TJ Spartakem Praha Sokolovo 1:2. V té době v klubu zářili hvězdy jako Jozef Golonka, Ján Starší, Václav Nedomanský, Vladimír Dzurilla.
Jako reprezentant hrál na MS 1955 v Německu, kde získal svoji jedinou medaili, bronzovou. Zúčastnil se také olympiády v roce 1956 v Cortine d‘Ampezzo bez medailového umístění. Později vzpomínal na olympiádu následovně: „Vtedajší slávni ‚mestskí‘ hokejisti sa hašterili s ‚vidieckymi‘, tak to aj v kabíne vyzeralo a z Talianska sme sa nakoniec vrátili domov s veľkou hanbou...“
V reprezentaci odehrál 10 zápasů.

## Trenérská kariéra
Hokeji byl věrný i po skončení hráčské kariéry, bezprostředně po skončení v sezóně 1966/1967 nejdříve působil jako asistent trenéra Ladislava Horského v Slovanu Bratislava, současně působil dvě sezóny (1966/1968) jako trenér slovenských brankářů, od roku 1968 do roku 1971 byl hlavním trenérem v BEZ Bratislava a následující v B mužstvu Slovana Bratislava.

## Úspěchy a ocenění
- 29. listopadu 2003 byl uveden do Síně slávy slovenského hokeje